# Дмитриев-Мамонов, Василий Афанасьевич
Васи́лий Афана́сьевич Дми́триев-Мамо́нов (между 1677 г. и 1682 г. — 18 января 1739) — русский контр-адмирал из рода Дмитриевых-Мамоновых, основатель наиболее вельможной (впоследствии графской) ветви рода. 
С 1729 года — директор Московской адмиралтейской конторы, с 1732 года — член Воинской морской комиссии. При императрице Анне Иоанновне командовал Брянской (Днепровской) флотилией.

## Биография
Родился в семье стольника Афанасия Михайловича Дмитриева-Мамонова. Его увлечение морскими науками началось ещё в юности. Его, в числе нескольких молодых людей, отправляет в Данию Пётр I, для изучение навигации и морской практики, где он обучался с 1708 по 1715 годы.
После обучения и возвращения он принимает участие в пяти военных кампаниях. В 1715 году Василий Дмитриев-Мамонов прибывает в Санкт-Петербург. Командование ему присваивает чин подпоручика. В 1719 году его производят в лейтенанты.
В 1723—1724 годах в чине поручика его назначают в помощь вице-адмиралу Змаевичу М. Х. к строению прамов и галер в Воронеже.
В 1726 году его производят в капитан-лейтенанты, а также он переезжает из Воронежа в Санкт-Петербург, где становится советником Адмиралтейской коллегии, а в 1728 году — начальником Московской адмиралтейской конторы. С этого времени карьера Василия Афанасьевича связана со строительством кораблей. Его назначают начальником портов Кронштадт и Тавров. Благодаря построенному там флоту русские позднее одержат победу у Очакова. В Кронштадте, уже будучи контр-адмиралом, был командиром Кронштадтского порта с 1732 по 1734 годы.
С 1732 года — член Воинской морской комиссии.
В 1736 году, появившись у Очакова с 500 построенными им в Таврове большими казачьими лодками и 6 корабельными ботами, заставил турок удалиться. В октябре 1736 года контр-адмирала В. А. Дмитриева-Мамонова назначают в Таврово Главным командиром заведовать только строительством судов. В январе 1737 года его переправляют из Таврово к строению судов в Брянск.
В 1738 году, после смерти от моровой язвы (чумы) вице-адмирала Сенявина Н. А. (1680—1738), принял начальство над всеми морскими силами, участвовавшими в войне против турок, Василий Афанасьевич принимает командование флотилией, которая воевала тогда против турок.
Заболев «моровой язвой» (чумой), Василий Афанасьевич, 18 января 1739 года умер.

## Семья
Женился на дочери боярина Михаила Фокича Грушецкого, двоюродного брата царицы Агафьи Грушецкой. Их дети:
1. Матвей (1724—1810) — сенатор, тайный советник, президент Вотчинной коллегии, владел участком в районе нынешнего Мамоновского (Мамонова) переулка.
2. Елена (1716—1744), с 1734 года замужем за генерал-поручиком бароном Александром Григорьевичем Строгановым[10], одним из богатейших людей страны. Похоронена в церкви во имя Святителя Ник. Чудотв. в Котельниках в Москве. Единственная дочь Анна — наследница Кузьминок, мать знаменитого богача С. М. Голицына.
3. Екатерина, жена Ивана Андреевича Фонвизина. Их дети:

1. Денис Иванович Фонвизин — легендарный драматург,
2. Павел Иванович — пятый директор Московского университета (1784—1796),
3. Феодосия Ивановна, вышла замуж за премьер-майора В. А. Аргамакова (1730-е–после 1796), сына бригадира А. В. Аргамакова.

Сестра Елена Афанасьевна (1695—1723) была первой женой капитана лейб-гвардии князя Ивана Петровича Дашкова (1694—1743, свекор Екатерины Воронцовой-Дашковой).